# Comité del Pueblo
Comité del Pueblo ist ein Stadtteil von Quito und eine Parroquia urbana in der Verwaltungszone Eugenio Espejo im Kanton Quito der ecuadorianischen Provinz Pichincha. Die Fläche beträgt etwa 526 ha. Die Einwohnerzahl lag im Jahr 2019 bei 57.676.

## Lage
Die Parroquia Comité del Pueblo liegt im Nordosten von Quito 12,5 km nordnordöstlich vom Stadtzentrum auf einer Höhe von etwa 2750 m. Die Avenida Galo Plaza Lasso verläuft entlang der westlichen Verwaltungsgrenze. Die Avenida Panamericana Norte begrenzt das Areal im Nordosten. 
Die Parroquia Comité del Pueblo grenzt im Westen an die Parroquia Ponceano, im Nordosten an die Parroquia Carcelén, im Osten an die Parroquias rurales Calderón und Llano Chico sowie im Süden an die Parroquias San Isidro del Inca und Kennedy.

## Infrastruktur
In der Parroquia befindet sich das Krankenhaus "Centro de Salud Tipo C Comité del Pueblo". Der "Parque Puertas del Sol" liegt zentral im Verwaltungsgebiet.

## Barrios
Die Parroquia Comité del Pueblo gegliedert sich in folgende Barrios:
- Comité del Pueblo
- La Bota